# Domenico Bocciardo
Pour les articles homonymes, voir Bocciardo.
Domenico Bocciardo (Finale Ligure, v. 1686 - Gênes, 1746) est un peintre italien baroque de la famille d'artistes italiens Bocciardo.

## Biographie
D'abord élève de Giovanni Maria Morandi à Rome, Domenico Bocciardo part, à la mort de son maître, travailler à Gênes ( San Giovanni baptisant la foule, San Paolo de Gênes).

## Sources
- (en) Cet article est partiellement ou en totalité issu de l’article de Wikipédia en anglais intitulé « Domenico Bocciardo » (voir la liste des auteurs).